# Viðofnir

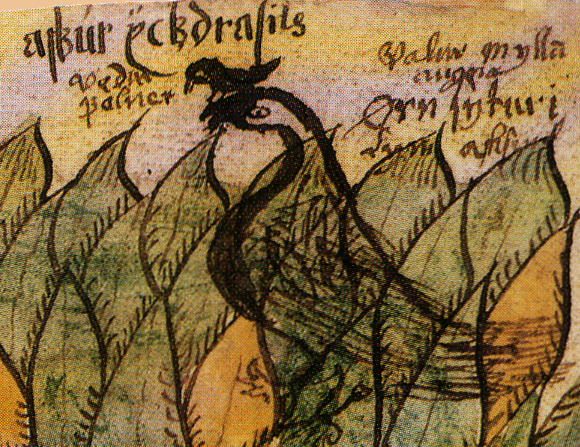
De valk Verfolne op de kop van Vidofnir afgebeeld in een IJslands handschrift uit de zeventiende eeuw (AM 738 4to).

Vidofnir (of Viðofnir) is in de Noordse mythologie volgens Fjölsvinnsmál een goudkleurige vogel (haan, valk of arend) die hoog in de boom Mímameiðr zit en deze nooit verlaat. Deze boom wordt vaak gelijkgesteld aan Yggdrasil, de wereldboom die het heelal in zijn takken draagt. De vogel wordt weleens uitgescholden door de draak Nidhogg. Die scheldwoorden geeft een eekhoorntje dat zich de Ratatosk noemt door aan Vidofnir. Deze antwoordt een scheldwoord, dat het eekhoorntje overbrengt.
De havik of valk Vêrfolne (Veðrfölnir) zit op de kop van Vidofnir tussen diens ogen.
Vidofnir zal ooit Ragnarok aankondigen, de eindstrijd van de goden.